# ア・ベイガ

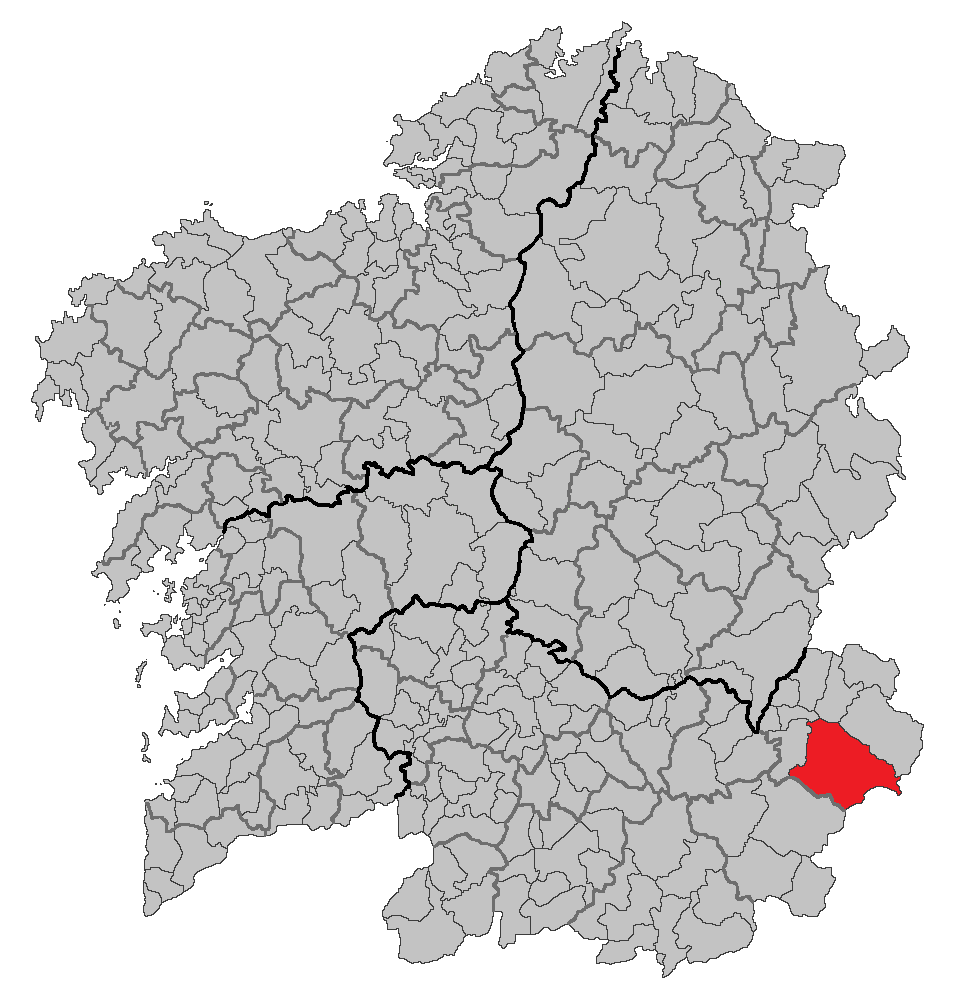

ア・ベイガ（A Veiga）はスペイン、ガリシア州、オウレンセ県の自治体で、コマルカ・デ・バルデオーラスに属する。ガリシア統計局によると、2009年の人口は1,106人（2003年：1,341人）。住民呼称は、男女同形のveiguense。カスティーリャ語表記はLa Vega（ラ・ベガ）。
ガリシア語話者の自治体人口に占める割合は97.85％（2001年）。

## 地理
ア・ベイガはオウレンセ県の東部に位置し、コマルカ・デ・バルデオーラスに属する。北はペティンとオ・バルコ・デ・バルデオーラスとカルバジェーダ・デ・バルデオーラス、東はサモーラ県と、南はビアナ・ド・ボーロ、西はオ・ボーロの各自治体と隣接する。
ア・ベイガはオ・バルコ司法管轄区に属し、宗教的にはアストルガ教区のア・ベイガ司祭管轄区に属している。面積は291km²で、オウレンセ県で最も広い自治体である。平均高度は1,024m。自治体内にはガリシア州で、最も高い、ペナ・トレビンカ峰があり、標高2,127mである。自治体の中心はア・ベイガ教区。

### 人口
| ア・ベイガの人口推移 1900－2010                         |
|                                                         |
| 出典:INE（スペイン国立統計局）1900年 - 1991年、1996年 - |

## 歴史
自治体内には、カストロマーオ、カストロマリーゴ、オ・カストロ・デ・シャーレスなど、カストロ文化時代の名残が、その地名に残されている。また、ポンテ地区のア・カサ・ドス・バケイロスにはローマ以前の時代の碑文が残されている。ビラボーア教区に程近いオ・ロンボやアス・シルビーニャスでは、多くのローマ時代のものとされる陶器の破片、断片が発見されており、ここにローマ時代の守備隊の駐屯地が置かれていた証しとなっている。
16世紀から19世紀初頭にかけて、ア・ベイガは、王室直轄領で、住民は税を支払う代わりに、王に直接属し、政治的、経済的に強力であった。このことは、バルデオーラス地域の他の地区（領主の所領であった）とは行政的には区別され、完全に隔絶していたことを意味する。ア・ベイガの住民は、隣接するオ・ボーロの住民と同様に、オ・ボーロ司法管轄区に属していたのである。

## 政治
自治体首長はガリシア社会党（PSdeG-PSOE）のフェルナンド・フェルナンデス・イアーネス（Fernando Fernández Yáñez）、自治体評議員はガリシア国民党（PPdeG）：4、ガリシア社会党：3、AEIVE：2となっている（2007年の自治体選挙の結果、得票順）。 

## 教区
ア・ベイガは29の教区に分けられる。太字は自治体の中心地区のある教区。
- バーニョス（サン・フィス）
- カンデーダ（サン・ミゲル）
- カラセード（サン・ミゲル）
- カスデノドレス（サン・サルバドール）
- カストロマーオ（サンタ・マリーア）
- カストロマリーゴ（サン・ミゲル）
- コレシード（サント・エステーボ）
- コルソス（サンティアーゴ）
- クーラ（サン・ミゲル）
- エスピーニョ（サン・ビセンソ）
- エドレイラ（サンタ・コンバ）
- ラマロンガ（サンタ・マリーア）
- メーダ（サンタ・マリーア）
- メイシーデ（サンタ・マリーア）
- ア・ポンテ（サンタ・マリーア・マダレーナ）
- プラーダ（サント・アンドレ）
- プラード（サント・エステーボ）
- プラドロンゴ（サン・ペドロ）
- レケイショ（サント・アンドレ）
- リオマーオ（サン・トメ）
- サン・フィス（サンタ・カタリーナ）
- サン・ロウレンソ（サン・ロウレンソ）
- サンタ・クリスティーナ（サン・ティルソ）
- セオアーネ（サン・ショアン）
- バルディン（サンタ・マリーア）
- ア・ベイガ（サンタ・マリーア）
- ビラボーア（サンタ・ルシーア）
- ビラノーバ（サン・ペドロ）
- シャーレス（サンタ・マリーア）